# 英若誠
英 若誠（えい・じゃくせい、イン・ルオチェン、1929年6月21日 - 2003年12月27日）は、中国の俳優。脚本家・演出家・翻訳家としても知られる。

## 略歴
清末期から中華民国初期に活躍した満洲民族のジャーナリストで教育家の英華の孫にあたる。北京の清華大学卒業後、1950年に北京人民芸術劇院（現在の同院の前身）に所属、引き続き話劇劇団に特化した北京人芸に所属。老舎の代表作『駱駝祥子』『茶館』などの舞台で知られるようになり、映画作品にも出演した。
1982年、アメリカのNBCとイタリア放送協会等の国際共同作品のテレビドラマ『マルコ・ポーロ シルクロードの冒険』に、フビライ・ハーン役で出演する。1987年公開の映画『ラストエンペラー』で、溥儀が収容された撫順の政治犯収容所の所長役を演じ、世界的に知られることとなった。
1986年から1990年にかけ、中華人民共和国文化部副部長にも就任した。
また、老舎の作品の英訳を手がけ、アーサー・ミラーの『セールスマンの死』の中国語訳を出版するなど、翻訳家としての業績も高い。
息子のひとり英達（イン・ダー）は、俳優兼数々の人気テレビドラマを手がけた演出家として知られている。

## 出演作品

### 映画
- ラストエンペラー
- リトル・ブッダ

### テレビドラマ
- マルコ・ポーロ シルクロードの冒険